# Talien
Talien (Dalian) (kínaiul: 大連市, pinjin átírással Dàlián Shì, ( magyaros átírással Talien,) ismert még Dalien néven is, illetve korábbi neve valamelyikén: Lüda, Lüta, Luta és Port Arthur) prefektúra szintű kikötőváros Kínában, Liaoning tartományban, a Liaotung-félsziget (Liaodong-félsziget) csücskén, a Sárga-tenger partján. Lakosainak száma 7 450 785 fő (2020).
Pénzügyi, logisztikai, nehézipari központ. 2006-ban a China Daily lap szerint az ország legélhetőbb városa volt.

## Történelem
A város és részei többször is nevet váltottak a történelem folyamán, a várost birtokló idegen hatalmak rendelkezései szerint. Az északi Dalian (Talian, japánul Dairen, oroszul Дальний [Dalnij]) mellett a város déli kikötőnegyedét, Lüsunkou (Lüshunkou)-t (Lüsun (Lüshun)) a japánok Rjodzsun (Ryojun)-nak, a britek, amerikaiak és az oroszok Port Arthur-nak (Порт-Артур) nevezték. Utóbbit Oroszország az 1904–1905-ös orosz–japán háborúban vesztette el, a japán fennhatóság 1945-ig tartott, ekkor a Szovjetunió szerezte meg. Az SZKP 1950-ben átadta a várost a Kínai Kommunista Pártnak.

## Közlekedés

### Helyi közlekedés
A városban metró is működik.

### Vasút
A várost érinti a Harbin–Talien nagysebességű vasútvonal.

## Lásd még
- Pohaj-tengeri alagút

## Fordítás
- Ez a szócikk részben vagy egészben  a   Dalian című angol Wikipédia-szócikk fordításán alapul.  Az eredeti cikk szerkesztőit annak laptörténete sorolja fel. Ez a jelzés csupán a megfogalmazás eredetét és a szerzői jogokat jelzi, nem szolgál a cikkben szereplő információk forrásmegjelöléseként.